# نانا و کائورو
نانا و کائورو (ژاپنی: ナナとカオル هپبورن: Nana to Kaoru) یک مجموعه مانگای رمانتیک اروتیک ژاپنی است که توسط ریوتا آمازومه نوشته و مصورسازی شده‌است. این مجموعه توسط انتشارات هاکوسنشا از ژانویه سال ۲۰۰۸ تا اکتبر ۲۰۰۹ در مجلهٔ یانگ انیمال آراشی به چاپ می‌رسید، و سپس انتشارش از اکتبر ۲۰۰۹ الی اوت  ۲۰۱۶ به مجلهٔ یانگ انیمال انتقال یافت، و فصل‌های آن در هشت جلد تانکوبون (مستقل) گردآوری و چاپ شدند. در ادامه سه سری مانگا نیز منتشر شدند، همچنین یک اووی‌ای، و دو فیلم لایو اکشن هم ساخته شده‌اند.